# Et Kino Drama
Et Kino Drama er en dansk stum komediedramafilm fra 1912 produceret af Nordisk Films Kompagni og instrueret af Eduard Schnedler-Sørensen efter manuskript af Marcus Nathan Kalckar.
Filmen blev i tysktalende lande distribueret som Ein Kino Drama, i engelsktalende lande som A Cinematograph Drama og i fransktalende lande som Un Cinodrame.

## Handling
Fuldmægtig Smith lever lykkeligt med sin hustru Anne-Lise, men får et brev fra en bank, der kræver en kaution indfriet. Han har ikke penge til at betale og er fortvivlet over, at familiens hjem må splittes. Hr. Smiths hustru Anne-Lise ser en annonce efter skuespillerinder til en ny film, og hun beslutter sig for at ansøge for at tjene penge til indfrielse af kautionen. Ved filmstudiet møder hun sin gamle barndomsven, skuespiller hr. Bøgh, der sørger for, at Anne-Lise får hovedrollen i filmen, hvor også hr. Bøgh skal medvirke. Den dag filmen skal optages, får hr. Smith imidlertid mistanke om at noget er på færde, og han følger efter hustruen. Han ser Anne-Lise tage ud i skoven sammen med hr. Bøgh , og ser de to omfavne hinanden. Smith tror, at Anne-Lise er ham utro, og da et tog nærmer sig, kaster han sig ud på skinnerne. Men samtidig kaster en anden skuespiller sig på skinnerne til brug for filmoptagelsen! Det ødelægger filmoptagelsen og skuespillere og filmhold kommer løbende. Misforståelsen opklares, og alt ender godt.